# NGC 4366
NGC 4366 est une petite galaxie elliptique située dans la constellation de la Vierge. NGC 4366 a été découverte par l'astronome germano-britannique William Herschel en 1784.

## Caractéristiques

### Distance
Sa vitesse par rapport au fond diffus cosmologique est de 1 614 ± 24 km/s, ce qui correspond à une distance de Hubble de 23,8 ± 1,7 Mpc (∼77,6 millions d'al).

## Groupe de M87, de M60 et l'amas de la Vierge
NGC 4366 et NGC 4365 sont côte-à-côte sur la sphère céleste et presque à la même distance de la Voie lactée. Elles forment sans doute une paire de galaxies. Curieusement, NGC 4366 n'apparait ni dans le groupe de M87 décrit dans un article d'A.M. Garcia publié en 1993 ni dans celui de M60 décrit par Abraham Mahtessian dans un article publié en 1998 alors que NGC 4365 fait partie de ces deux groupes. NGC 4366 devrait donc partie de ces deux groupes.
Ces deux groupes font partie de l'amas de la Vierge.